# 中华孩儿草
中华孩儿草（学名：Rungia chinensis），又名明萼草（台湾植物志），为爵床科孩儿草属的植物。分布在台湾岛、溪边、生境：路旁以及中国大陆的香港、江西、广东、广西、福建、浙江、安徽等地，生长于海拔1,000米至2,600米的地区，目前尚未由人工引种栽培。